# New Haven, Quận Dunn, Wisconsin
New Haven là một thị trấn thuộc quận Dunn, tiểu bang Wisconsin, Hoa Kỳ. Năm 2010, dân số của thị trấn này là 670 người.